# Estación de Monforte de Lemos
Estación de Monforte de Lemos vasútállomás Spanyolországban, Monforte de Lemos településen.

## Vasútvonalak
Az állomást az alábbi vasútvonalak érintik:
- León-A Coruña-vasútvonal
- Monforte de Lemos–Redondela-vasútvonal

## Kapcsolódó állomások
A vasútállomáshoz az alábbi állomások vannak a legközelebb: